# Hibernia AG
Die Hibernia AG war ein Bergbau-Unternehmen im Ruhrgebiet.

## Geschichte

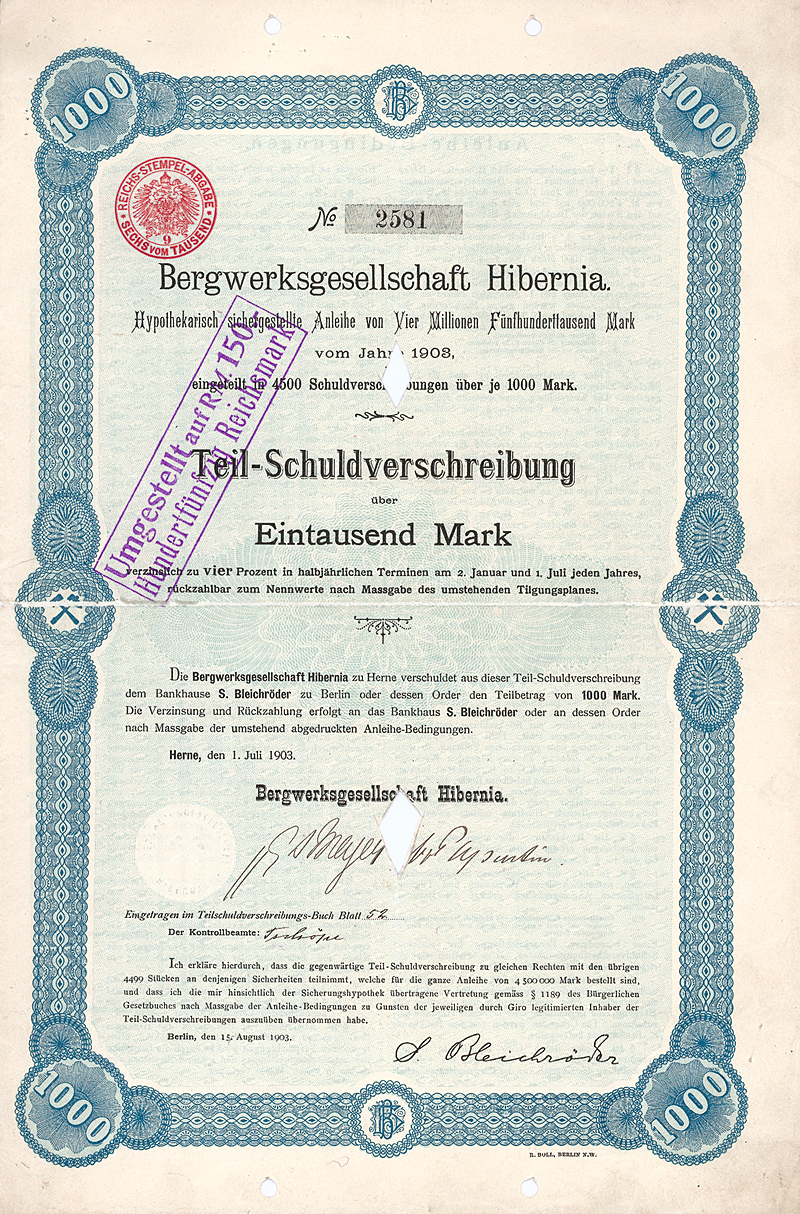
Teilschuldverschreibung über 1000 Mark der Bergwerksgesellschaft Hibernia vom 1. Juli 1903

Im Jahr 1855 gründete der Ire William Thomas Mulvany in Gelsenkirchen mit dem Abteufen eines Schachtes ein Bergwerk, das er Zeche Hibernia nannte. Der Name bezieht sich auf die lateinische Bezeichnung für Irland. Zwei Jahre später wurde in Herne die Zeche Shamrock gegründet. Am 11. März 1873 schlossen sich beide Bergwerke unter gemeinsamer Leitung zur Hibernia & Shamrock Bergwerksgesellschaft in der Rechtsform einer Aktiengesellschaft mit Sitz in Berlin, später Herne, zusammen. Im Jahr 1887 erfolgte die Umbenennung in Bergwerksgesellschaft Hibernia.
Ab 1904 erwarb der preußische Staat Aktien der Gesellschaft, deren Stammaktien im Jahr 1909 einen Wert von 10 Millionen Mark umfassten. Dieser Vorgang war der Auslöser der „Hibernia-Affäre“, einer der größten Wirtschaftsskandale im Deutschen Kaiserreich. Ab dem Jahr 1900 führten Preisabsprachen und ein übersteigertes Profitstreben der Mitglieder des Rheinisch-Westfälischen Kohlen-Syndikats zu einer Versorgungskrise, der sogenannten Kohlenot. Dies führte von 1903 bis 1911 zu massiven Auseinandersetzungen zwischen dem Oberbergamt Dortmund und dem Kohlensyndikat. Im Sommer 1904 erteilte der damalige preußische Handelsminister Theodor von Möller einen Auftrag an die Dresdner Bank, die Mehrheit der Aktien an der Hibernia – der zu dem Zeitpunkt drittgrößten Bergwerksgesellschaft des Ruhrgebiets – für den preußischen Staat zu erwerben. Bei den Mitgliedern des Kohlensyndikats sorgte diese staatliche Intervention in den oligopolistischen Markt für große Empörung. Sie unterstellten Staatsminister Möller eigensüchtige Motive, da er selber Großaktionär eines Unternehmens war, das sich in ständigen Auseinandersetzungen mit dem Kohlesyndikat befand. Dieser Vorwurf führte ein Jahr später zu Möllers Rücktritt als Handelsminister. Das Oberbergamt in Dortmund reagierte darauf mit größter Zurückhaltung bei der Genehmigung von neuen Explorationen. Andere Industrielle, die auf Kohle angewiesen waren, sowie zahlreiche Kohlehändler und Arbeiterorganisationen, begrüßten den staatlichen Eingriff, da sie sich davon sinkende Kohlepreise versprachen.
Der Streit um die Hibernia-Grube erlangte ungekannte Dimension und spaltete unter anderem die Positionen innerhalb damaliger Parteien. So setzte sich bei den Sozialdemokraten August Bebel für eine Verstaatlichung von Kohlenbergwerken ein, während sein Parteigenosse Karl Kautsky sich vehement dagegen aussprach. Der Versuch des Staates, ein Privatunternehmen mittels einer feindlichen Übernahme in seinen Besitz zu bringen, scheiterte letztlich an der Rolle der Banken, die schon damals in der Lage waren, die Belange eines Unternehmens weitgehend mitzubestimmen. Das Kohlensyndikat erlangte mit der Unterstützung von Banken die Aktienmehrheit und legte das Hibernia-Bergwerk vorübergehend still.
Im Februar 1917 ging die Hibernia AG jedoch erneut und vollständig in staatlichen Besitz über, dessen Verwaltung die Königliche Bergwerksdirektion Recklinghausen übernahm. Vorstand und Generaldirektion hatte von 1917 bis 1935 Otto von Velsen inne, der auch 1923/24 an der Verhandlung des MICUM-Abkommens zur Beendigung der Ruhrbesetzung beteiligt war.

1925 wurde die Bergwerksdirektion Recklinghausen umgewandelt in die Bergwerks-Aktiengesellschaft Recklinghausen. 1935 wurden die Bergwerks-AG Recklinghausen und die Bergwerksgesellschaft Hibernia in der Bergwerksgesellschaft Hibernia AG zusammengefasst. Diese gründete auch das Hydrierwerk Scholven im gleichnamigen Gelsenkirchener Stadtteil, welches durch Kohleverflüssigung fehlende deutsche Ölquellen im Zweiten Weltkrieg kompensierte.
Nach dem Krieg wurde die Hibernia AG unter der Leitung von Hans Werner von Dewall in die VEBA (heute E.ON) überführt. Die Stadtverwaltung von Herne benannte eine Straße, an deren nördlichem Ende die Zeche Shamrock lag, nach der Hibernia AG. Dort gibt es auch den Shamrockring. Ebenso in Bottrop, dort wurde die Straße, an der sich die zum Unternehmen gehörende Zeche Rheinbaben befand, nach dieser benannt. Im Oberhausener Stadtteil Alstaden heißt eine Straße nahe der ebenfalls zum Unternehmen gehörenden Zeche Alstaden Hiberniastraße. Auch in der "Meistersiedlung" in der Nähe des Chemieparks Marl existiert eine Hiberniastraße, ebenso in Gelsenkirchen.
1969 ging die Hibernia in der Ruhrkohle und der VEBA auf, zum 30. September 1970 wurde sie im Handelsregister gelöscht.